# Benga jezik
Benga jezik (ISO 639-3: bng), sjeverozapadni bantu jezik u zoni A, nigersko-kongoanska porodica, kojim govori 3 000 ljudi iz plemena Benga u Ekvatorijalnoj Gvineji (1995) i 1 100 u Gabonu (2004), sjeverno od Libreville.
Većina govornika locirana je u području otoka Corisco i Rio Muniju. Zajedno s još četiri druga jezika čini podskupinu bube-benga (A.30)

## Vanjske poveznice
- Ethnologue (14th)
- Ethnologue (15th)